# Гай (Черновицкая область)
Гай (укр. Гай) — село в Боянской сельской общине Черновицкого района Черновицкой области Украины.
До 2020 года входило в Новоселицкий район
Население по переписи 2001 года составляло 351 человек. Почтовый индекс — 60321. Телефонный код — 03733. Код КОАТУУ — 7323080803.